# يفغيني فيدوتوف
يفغيني فيدوتوف هو لاعب كرة قدم ومدرب كرة قدم روسي في مركز الوسط، ولد في 31 ديسمبر 1976. لعب مع FC Chita ‏.